# TWI研修
TWI研修（ティーダブルアイけんしゅう、英: Training Within Industry）とは、職場教育（企業内教育）の手法の一つで、主に、監督者向けのものである。

## 概要
TWI研修は、TWIとはTraining（訓練）within industry（企業内の）for supervisors（監督者のための）の頭文字をとったものである。
日本では、第二次世界大戦後，占領軍によりもたらされ、労働省（現在の厚生労働省）によって敷衍された。2010年（平成22年）現在、日本産業訓練協会（日産訓）や都道府県職業能力開発協会などを中心に、広く行なわれている。
最近まで、決められたシーケンスに従って行うような仕事、例えば工場の従業員や、店舗の売り場にいる店員などが対象であり，営業マンなどのホワイトカラーの仕事や，医療の現場などの専門職の仕事には講習の内容が必ずしもそぐわないと考えられてきた．しかしながら，現在，アメリカ合衆国ではすでに医療現場への適応がなされており，チーム医療という高度に専門的で多職種をまたぐような業務に対し，TWIの考え方が有用であることが実証されている．

## 歴史
TWI研修は、チャールズ・R・アレンがヨハン・フリードリヒ・ヘルバルトの4段階教授法と職業分析を適用したOJT（On-the-Job Training）が元になっている。第二次世界大戦当時、米国の技術者たちにより広められた。
日本では、下記の歴史をたどり、実施されている。
- 1950年（昭和25年）、日本に導入される。
- 1973年（昭和48年）、現在も使用されている手引書が発行される。
- 1982年（昭和57年）、手引書の内容が一部改定される。
- 1992年（平成4年）、改定増補版の手引書が発行される。（2002年現在も使用されている）

## 内容
JI（Job Instruction）仕事の教え方

JM（Job Methods）改善の仕方

JR（Job Relations）人の扱い方

JS（Job Safety）安全作業のやりかた
1968年（昭和43年）に、日本産業訓練協会によって追加された。

## 日本での実施例
以下に、日本におけるTWI研修の実施例をあげる。TWI研修を行う講師（トレーナー）養成のための訓練コースも、ここで述べる。

### TWI研修を受ける対象者
各職場で指導者、監督者的な立場にある人。職場のリーダー的な人が対象である。

### テキスト
厚生労働省職業能力開発局監修のテキストが「社団法人　雇用問題研究会」から発行されており、それが使用される。JI、JM、JRが1冊ずつ（合計3冊）である。ISBNコードも付されているが、一般の書店では発売されていないが(社)日本産業訓練協会から直接購入することが出来る．テキストに「TWI訓練についてのご照会は、当研究会および各都道府県職業能力開発主管課ならびに職業能力開発協会、(社)日本産業訓練協会にお問い合わせください」と記されているとおり、自分の会社でTWIを行ないたい場合は最寄りの協会に問い合わせればよい。

### TWIトレーナー
TWIトレーナーとはTWI研修を行なう講師（トレーナー）のことであり、各職場で指導者的立場にある人たちに対して「TWI研修」を行う。
TWIのトレーナー（講師）は下記の1.または2.のいずれかとなる。
1. 外部に委託し、講師を派遣してもらう。
2. 自社の社員をトレーナーとして訓練し、その社員がTWI研修のトレーナー（講師）となる。

ある程度以上の規模の企業では、自社の社員がトレーナー役を務めることが多い。

### TWIトレーナー（監督者訓練指導員）の養成
TWI研修を行う講師役をTWIトレーナーという。日産訓から派遣してもらうこともできるが、自分の会社の社員をTWIトレーナーとして養成し、自社でTWI研修を実施することもできる。一定以上の規模の企業の場合、自社社員をトレーナーとして養成し自社内でTWI研修を実施することが多い。
トレーナーとなるためには、外部で専門の講習を受ける。東京周辺の場合、渋谷の日産訓で行なわれ、通常6日間程度である。このトレーナー養成訓練は非常に厳密におこなわれ、参加者には「宿題」や「予習」が課せられる。全国どこでも同じ内容、同じ水準の知識を伝授することがTWIトレーナーに求められる。自分の会社に帰ったTWIトレーナー達が我流の講習をしてしまったらTWIの大原則である標準化されたTWI研修の実施が崩壊してしまう。
- 課題ができなかったらどうする？
  - TWI-JIの精神として「相手が覚えていないのは自分が教えなかったのだ」という標語がテキストも度々登場する．従って，急病や中途で履修を放棄しなければ、根気よく講習や受講者による実演実習が続けられ，日産訓の講師が「（この受講者は）課題が出来る」と分かるまで指導が続けられる．
- 講習の内容は、TWI研修の指導員になるためのものである。内容は原則として自己流にアレンジしたりしてはいけない。教えられたとおりにやらなければならない。これは標準化することで，作業内容の改善がなされた場合に全作業者が等しく改善できるようにするという品質管理の原則に基づく．
- TWIトレーナーは、トレーナー用教本を見ながら講習をする。トレーナー用の教本には、ほぼ全ページに「手順に従え。記憶に頼るな」と記載されており、教本を見ながらその教本のとおりに教えないといけない。したがって教本の内容を丸暗記する必要はない。逆に「記憶によって」教えてはならず「教本の手順に従い」教えなければならない。したがって内容の暗記は不要ではあるものの、どこに何が書いてあるのかは頭にいれておく必要はある．

### 電気コード結び
TWI-JIでおなじみなのが、「電気コード結び」である。内容は、まず、講師が「電気コード結び」という作業のやり方を受講者に教える。難しい作業ではないが，まず受講者がそれをやってみると大抵は正しく出来ない．次に講師が4段階法により整理されたTWI-JIの手順に従い「電気コード結び」を教える．そしてさらにその受講者が他の受講者に、「電気コード結び」を教えるための作業分解の手順を学び，実演するというものである．
電気コード結びという作業を題材にして、正しい手順での仕事の教え方について学び，受講者はTWI-JIの意義と「相手が覚えていないのは自分が教えなかったのだ」の意味を体得する．
- 東南アジアやアメリカ合衆国など海外のTWIでもこの電気コード結びが行なわれている。

## アメリカ合衆国での扱い
アメリカ合衆国での、政府によるTWI研修の提供は1945年（昭和20年）に終了した。一説には、アメリカ合衆国でTWI研修が忘れ去られたのは、第二次世界大戦後、アメリカ産業が少しも深刻な競争に直面しなかったという、単純な事実によるものと言われている。効率のいい産業に競争が無かったことにより、改善を継続する必要性は、ほとんど省みられなかった。
同じ頃、諸外国の産業は戦争により壊滅状態であった。第二次世界大戦の敗戦国は、古い文化を排除し、新しい産業を確立する必要があった。この目的のため、TWIトレーナーが、ヨーロッパ諸国には占領軍によって送り込まれ、日本には、占領中にダグラス・マッカーサーによって送り込まれた。
1980年代，日本の工業水準がアメリカを超えてしまい，日本の高度経済成長の要因を分析した著書「ジャパン・アズ・ナンバーワン」などをきっかけに，アメリカでの日本研究が進んだ結果，TWIがアメリカへ逆輸入される形で再び行われるようになった．
2009年からは医療へのTWIの応用が始まっており，2012年10月に，TWIインスティチュート（アメリカ）から，TWIの医療分野への適応についての書籍が刊行された．

## 注・出典
1. 1 2 3  TWI in Healthcare
2. 1 2  寺田盛紀『日本の職業教育』晃洋書房,p158
3. ↑  厚生労働省監修『TWI活用の手引』社団法人 雇用問題研究会
4. ↑  TWI Institute History
5. ↑  Getting to Standard Work in Health Care: Using TWI to Create a Foundation for Quality Care